# Let L-410 NG
Let L-410 NG (Nová Generace či New Generation) je dvoumotorový 19místný turbovrtulový dopravní letoun vyráběný českou firmou Aircraft Industries. Jedná se o modernizovanou verzi Letu L-410 verze UVP-E20. První let se konal 29. července 2015. Sériová výroba začala v březnu 2018.
Oproti starším typům L-410 má verze NG prodloužený „nos“ pro dvakrát více úložného prostoru, nové výkonnější a tišší motory GE H85 s vrtulemi Avia-725, novou konstrukci křídla (integrální palivové nádrže) a nový modernější kokpit od Garmin. Má dvojnásobný dolet a vytrvalost oproti původním typům, pojme o 500 kg více nákladu. Bude prodáván ve všech variacích jako jeho předchůdce L-410 UVP-E20.
Je určen pro komerční letecké společnosti, vládní instituce, nevládní organizace i armádní ozbrojené složky. Kromě verze pro cestující může sloužit také jako nákladní letoun. Najde uplatnění zejména v ostrovních státech nebo na dalších odlehlejších místech, kde je problémem doplňování paliva a krátký přistávací terén.

## Historie

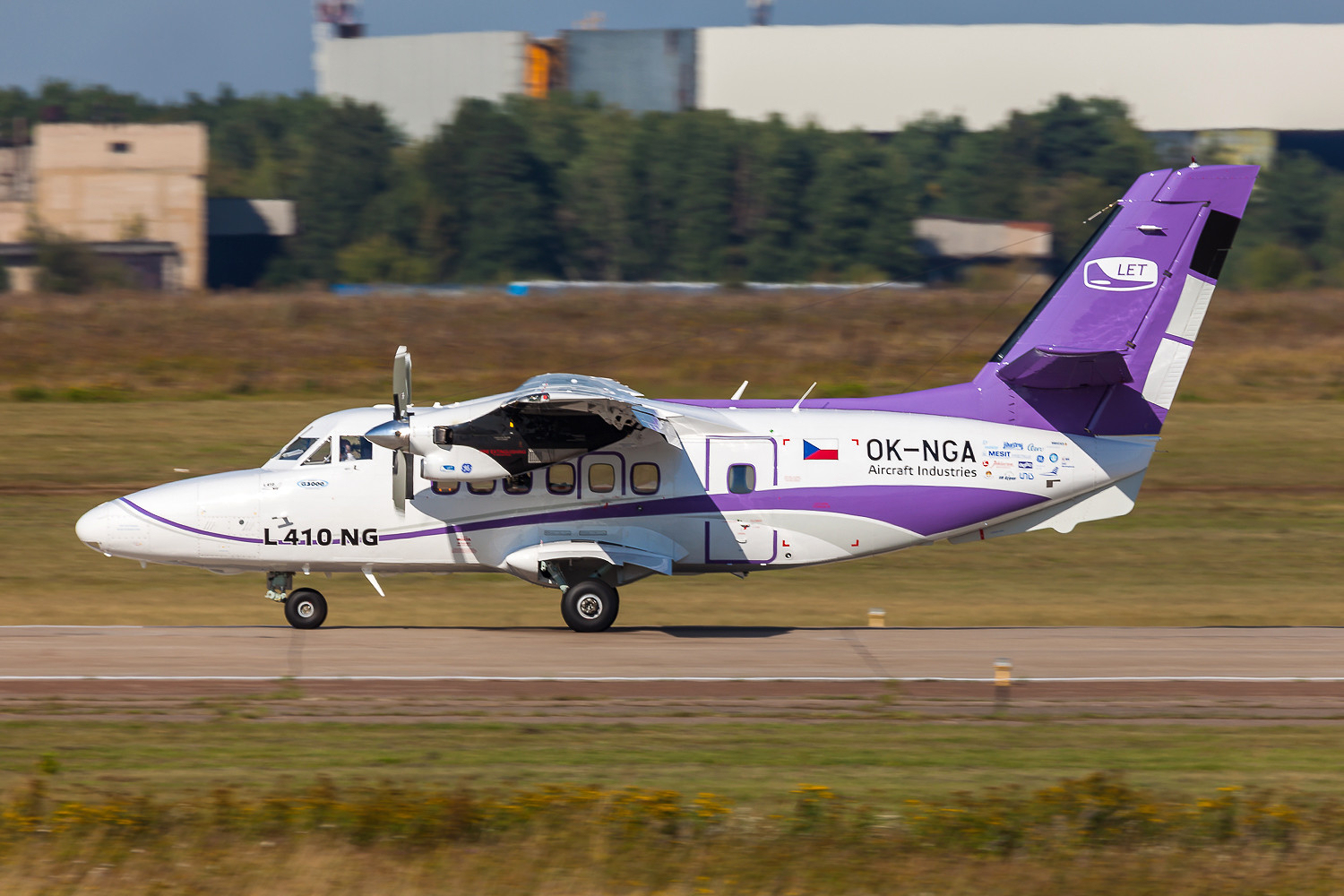
Vzlétající L-410 NG

Vývoj modernizovaného L-410 byl zahájen v roce 2010. První prototyp L-410 NG byl vytlačen z hangáru a představen veřejnosti poprvé 15. července 2015 na letišti v Kunovicích na Slovácku.
První let proběhl také zde, a to ve středu 29. července 2015 v odpoledních hodinách, prototyp imatrikulace OK-NGA. Byly ověřeny základní letové vlastnosti a výkony letounu, správné funkce systému ovládání letounu, správné funkce pohonné jednotky a palivové soustavy letounu a základní funkce avionických a navigačních systémů. Posádku letounu během prvního letu tvořili piloti Petr Jarocký a Stanislav Sklenář a pracovníci kvality výroby Zdeněk Koníček a Michal Sum. Byla tak započata série certifikačních letových zkoušek v souladu s příslušnými předpisy. Proběhla certifikace u Evropské agentury pro bezpečnost letectví (EASA) a ruského Mezistátního leteckého výboru (MAK). Vývoj letounu započal v dubnu roku 2010, náklady se vyšplhaly na 568 milionů korun, z nichž 237 mil. platil stát, konkrétně Ministerstvo průmyslu a obchodu.
V březnu 2018 započala sériová výroba tohoto typu, původně měla začít již o rok dříve. První sériově vyrobený L-410 NG měl putovat k zákazníkovi do Ruska, nicméně po ruské invazi na Ukrajinu v roce 2022 a následných sankcích neodletěl z kunovického závodu do Ruska ani jeden kus. Po koupi společnosti Aircraft Industries skupinou Omnipol téhož roku začalo hledání nových zájemců o L-410 NG.

## Specifikace

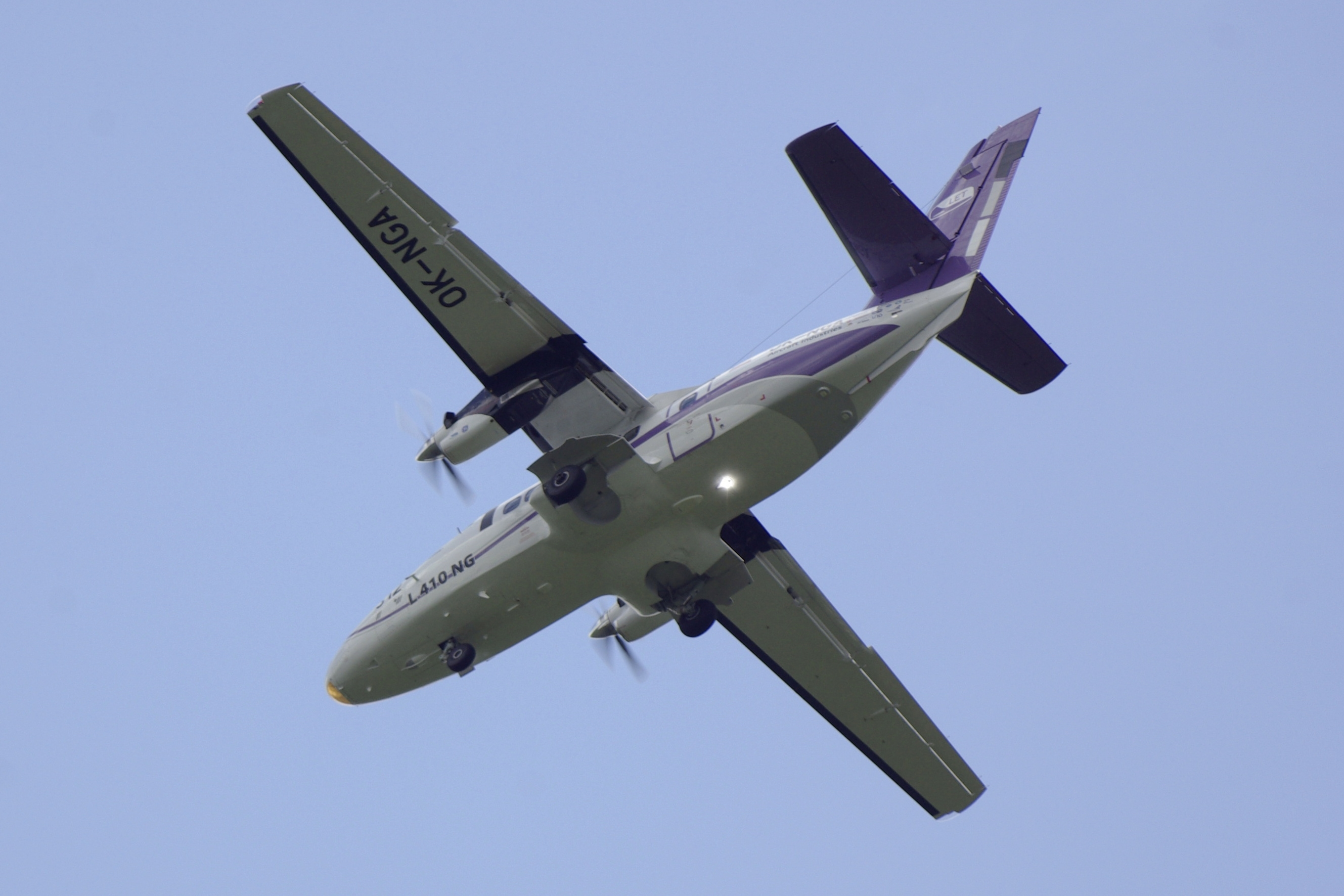
Vzlétající L-410 NG

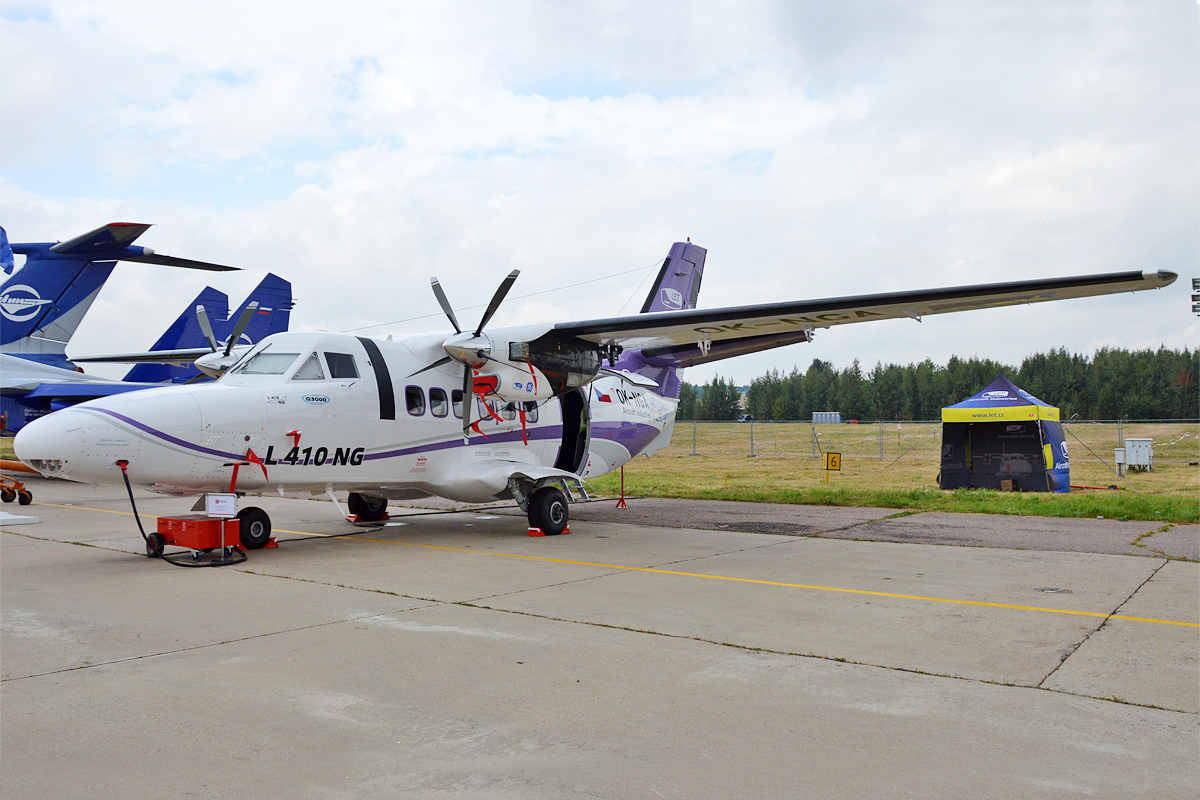
Stojící L-410 NG na letecké přehlídce v Tallinnu

Specifikace z oficiální brožury Let Kunovice a dalších

### Technické údaje[9]
- Posádka: 2
- Kapacita: 19 cestujících / 2 300 kg nákladu
- Délka: 15,074 m
- Rozpětí: 19,478 m
- Výška: 5,969 m
- Nosná plocha: 34,86 m²
- Maximální vzletová hmotnost: 7 000 kg
- Maximální hmotnost pro přistání: 6 800 kg
- Maximální hmotnost paliva: 2 254 kg
- Pohonná jednotka: 2× turbovrtulový motor GE H85-200-BC04, s vrtulemi Avia AV-725-1-E-C-F-R(W)/CFR230-433.

### Výkony[10]
- Maximální rychlost VMO: 210 KIAS (389 km/h)
- Maximální dolet (FL140, + rezerva 45 min.): 2 570 km
- Maximální provozní výška (cargo a speciální lety): 6 100 m (FL200)
- Maximální provozní výška (s cestujícími): 4 250m (FL140)
- Praktický dostup – oba motory v chodu: 8 230  m
- Praktický dostup s jedním nepracujícím motorem: 3 900 m (ISA, 95 % MTOW, stoupací rychlost 50 fpm)
- Stoupavost: 8,5 m/s 1 673 fpm (s oběma motory), 1,7 m/s 335 fpm (s jedním motorem)
- Maximální výdrž: 10,5 hodin

### Kabina
- Objem kabiny pro cestující: 17,9 m³
- Délka kabiny pro cestující: 6,35 m
- Šířka kabiny pro cestující: 1,87 m
- Výška kabiny pro cestující: 1,65 m
- Dveře pro cestující: 0,8×1,46 m
- Nákladní dveře: 1,25×1,46 m
- Rozteč sedadel při max. kapacitě: 0,76 m
- Objem zavazadlového prostoru: 2,98 m³

## Výhody a nevýhody

### Výhody
- Schopnost vzletu a přistání na krátkých, nezpevněných drahách (STOL),[11]
- Výkonové charakteristiky motoru umožňují provoz ve vysokých teplotách a ve vysokých nadmořských výškách,[12]
- Moderní kabina pilotů - technologie glass cockpit,[12]
- Odolná konstrukce letounu umožňuje provoz v náročných podmínkách,[13]
- Schopnost provozu v extrémních klimatických podmínkách (v rozmezí teplot ±50 °C),[13]
- Variabilita vybavení s možností instalace speciálních výměnných sad,[14]
- Nenáročná údržba a nízké náklady na provoz.[15]

### Nevýhody
- Nižší životnost letadla (až 30 000 hodin/30 000 letů, v porovnání např. s 63 000 hodiny/132 000 letů DHC-6 Twin Otteru),[11]
- Cca dvojnásobné ceny náhradních dílů a generálních oprav motorů GE H80 v porovnání s původními motory Walter M601.[16]